# ۱ روز
۱ روز (انگلیسی: 1 Day) فیلمی در ژانر جنایی و درام است که در سال ۲۰۰۹ منتشر شد.